# سيرون شبليز (باتاوة)
سيرون شبليز (بالفارسية: سیرون شبلیز) هي منطقة سكنية تقع في إيران في قسم باتاوة الريفي. يقدر عدد سكانها بـ 16 نسمة بحسب إحصاء 2016.